# HK Mogo
Der HK Mogo ist ein 2014 gegründeter Eishockeyverein aus Riga (Lettland), der seine Heimspiele seit 2015 in der Mogo ledus halle austrägt. Namensgeber und Hauptsponsor des Vereins ist das lettische Finanzunternehmen Mogo. Seit 2014 nimmt der Klub an der semi-professionellen lettischen Eishockeyliga teil und am lettischen Eishockeypokal teil.

## Geschichte
Der HK Mogo wurde 2014 durch das Finanzunternehmen Mogo gegründet und nahm sofort den Spielbetrieb in der lettischen Eishockeyliga auf. Der Klub trug seine Heimspiele in der Inbox.lv ledus halle aus und zog im Oktober 2016 in die renovierte Mogo ledus halle (die ehemalige Akadēmijas ledus halle) um.
2015 gewann der Verein im ersten Jahr des Bestehens seinen ersten Meistertitel und konnte diesen Erfolg 2019 wiederholen. Darüber hinaus erreichte der Klub zwischen 2016 und 2018 drei lettische Pokalsiege.
Aufgrund des Meistertitels 2015 qualifizierte sich der HK Mogo für die zweite Runde des IIHF Continental Cup 2015/16. Durch drei Siege über CH Jaca, HDD Jesenice und DVTK Jegesmedvék erreichte der Klub die dritte Runde. In dieser unterlag der HK Mogo dem HC Asiago, den Herning Blue Fox und dem HK Ertis Pawlodar und belegte den letzten Platz der Gruppe D.
Für den IIHF Continental Cup 2019/20 wurde der HK Mogo in die zweite Runde, Gruppe C, eingeteilt.

## Erfolge
- Lettischer Meister 2015, 2019
- Lettischer Pokalsieger 2016, 2017, 2018

## Saisonstatistik
| Saison  | Sp | S  | OTS | OTN | N | T   | GT | Punkte | Reguläre Saison | Play-offs                                |
| ------- | -- | -- | --- | --- | - | --- | -- | ------ | --------------- | ---------------------------------------- |
| 2014/15 | 30 | 23 | 1   | 2   | 4 | 160 | 82 | 73     | 1. Platz        | Meister, 4:2 vs. HK Kurbads              |
| 2015/16 | 30 | 19 | 4   | 2   | 5 | 169 | 83 | 67     | 2. Platz        | Halbfinal-Niederlage, 1:3 vs. HK Kurbads |
| 2016/17 | 30 | 21 | 3   | 1   | 5 | 196 | 94 | 70     | 1. Platz        | Final-Niederlage, 3:4 vs. HK Kurbads     |
| 2017/18 | 30 | 21 | 4   | 1   | 4 | 147 | 74 | 72     | 1. Platz        | Halbfinal-Niederlage, 2:4 vs. HK Zemgale |
| 2018/19 | 36 | 25 | 3   | 3   | 5 | 165 | 79 | 84     | 1. Platz        | Meister, 4:2 vs. HK Kurbads              |

## Trainer
- Mihails Beskašnovs (2014–2015)
- Oļegs Sorokins (2015–2018)
- Igors Smirnovs (seit 2018)

## Bekannte ehemalige Spieler
- Agris Saviels
- Kārlis Ozoliņš
- Vladimirs Mamonovs
- Aleksejs Širokovs
- Kaspars Saulietis